# Шлипер, Фриц
Фриц Шлипер (нем. Fritz Schlieper; 4 августа 1892 — 4 июня 1977) — немецкий офицер, генерал-лейтенант вермахта. Брат Франца Шлипера.
 Медиафайлы на Викискладе

## Биография
Родился 4 августа 1892 года в Колдромбе (нем. Koldromb), провинция Позен. В 1911 году он вступил в германскую императорскую армию. В период Первой мировой войны был награждён двумя Железными крестами и Крестом «За верную службу». 
После окончания войны продолжил военную службу в рейхсвере; с 1935 по 1939 год командовал 17-м артиллерийским полком.
В 1939 году повышен до генерал-майора вермахта и служил в качестве начальника штаба военного округа, во время вторжения в Польшу служил начальником штаба в центре сектора границы. С 1939 по 1940 год — квартирмейстер 18-й армии.
В 1941 году при нападении на СССР командовал 45-й пехотной дивизией, которая штурмовала Брестскую крепость, затем наступала в Полесье на южном фланге группы армий «Центр» и участвовала в наступлении на Москву. Награждён Рыцарским крестом Железного креста (27 декабря 1941 года), в 1942 году переведён в Словакию командовать немецкими оккупационными силами. С 1944 года до конца войны — начальник специального штаба.
После войны жил в Нюрнберге до своей смерти 4 июня 1977 года.

## Награды
- Рыцарский крест Железного креста (27.12.1941)
- Железный крест 1 класса
- Железный крест 2 класса
- Крест «За верную службу»